# Traxtorm Records
Traxtorm Records, ou simplement Traxtorm, est un label discographique italien de techno hardcore, basé à Pioltello, Milan, en Lombardie, actif entre 1995 et 2020. Traxtorm Records compte plus d'une centaine d'EP et compilations. Durant son existence, il organise et participe à de nombreux festivals et évènements à l'échelle locale et internationale.
Entre 1996 et 2009, le label publie une série de compilations intitulées Always Hardcore (23 volets).
Le label possède un bon nombre de sous-labels, le dernier créé étant Sector Zero.

## Histoire

Ancien logo du label.

Après de nombreuses tentatives de collaboration avec d'autres labels localisés en Italie, le duo italien The Stunned Guys crée son tout premier label discographique indépendant en 1995, uniquement basé sur le hardcore,. Leurs productions ont eu une influence massive à travers le monde et notamment en Europe (Pays-Bas, Belgique, Espagne, France, Suisse, États-Unis, Canada, Croatie), ainsi le son Traxtorm devient vite une source d'inspiration pour les autres producteurs et labels (par exemple, le super-hit intitulé Thrillseeka, imité par centaine de productions).
Au début des années 2000, Traxtorm est, avec D-Boy Black Label dirigé par Digital Boy, l'un des deux plus grands labels hardcore italiens. En 2006, un groupe du nom de Traxtorm Gangstaz Allied est créé en tant que projet pour tous les artistes du label ; en 2009, le groupe apparaît au Royaume-Uni durant la soirée The Ultimate UV Glow Show.
En 2011, il présente également plusieurs podcasts mixés d'environ une heure chacun ; ce format est repris pour populariser le concept Hardcore Italia. Traxtorm Records reste particulièrement axé sur les vinyles mais vendent également leurs musiques sur internet en qualité .wav et 320 kb/s. Le 1er juin 2012, le label présente un nouveau membre, Placid K, ainsi que son nouvel EP intitulé Brush 'em Off, publié le 5 juin. En juillet 2013, le label accueille un nouvel artiste, Advanced Dealer. En 2014, Meccano Twins et The Sickest Squad fondent le label d'uptempo Brutale, duquel découle une compilation intitulée Bru†ale. En 2016, le label sort le premier album studio d'AniMe, Exterminate,. Elle sort cette même année l'EP Sickness. En octobre 2016, Traxtorm annonce la création d'un sous-label de hardstyle nommé Sector Zero qui ne dure que deux ans (2016-2018). En avril 2018, le label sort l'album Our Life is Hardcore des Melodyst.
Le label ne donne plus signe d'activité depuis 2020, et son site web officiel est fermé.

## Artistes
Durant son existence, Traxtorm Records représente des artistes principalement localisés en Italie et incluent Art of Fighters (signé en 1997), Amnesys, DJ Mad Dog, AniMe, Nico e Tetta, The Sickest Squad, The Stunned Guys (les fondateurs), Tommyknocker, Alien T et Unexist. De nouveaux artistes et groupes comme Placid K, Advanced Dealer, Radio Killah, et The Melodyst (considérés comme les stars montantes du label par le journal américain LA Weekly) seront par la suite signé. Durant les années 2000, il impliquait également des artistes et groupes tels que les Core Pusher.